# Sergej Makarov (pallavolista)
Sergej Valer'evič Makarov (in russo Сергей Валерьевич Макаров?; Mosca, 28 marzo 1980) è un pallavolista russo.
Gioca nel ruolo di palleggiatore nel Volejbol'nyj klub Kuzbass.

## Carriera
La carriera di Sergej Makarov inizia nel 1996, quando entra a far parte del Volejbol'nyj Klub MGFSO Moskomsporta, prendendo parte alle categorie minori del campionato russo; col club moscovita trascorre quattro stagioni, durante le quali vince la medaglia d'oro al campionato mondiale juniores 1999. Nel 2000 il club cessa di esistere e sulle sue strutture rinasce la società della Volejbol'nyj klub Dinamo Moskva, con la quale ottiene la promozione in Superliga, debuttandovi nella stagione 2001-02; nel 2002 è vittima di un incidente stradale, che lo tiene lontano dai campi per quasi due anni, mettendone in pericolo la carriera.
Torna a calcare i campi da pallavolo nel campionato 2004-05, vestendo la maglia del Volejbol'nyj klub Iskra Odincovo: al termine della stagione viene convocato per la prima volta nella nazionale maggiore russa, debuttando in occasione della European League, nella quale si aggiudica la medaglia d'oro, e disputando successivamente il campionato europeo, nel quale è finalista.
Torna poi a giocare nella Volejbol'nyj klub Dinamo Moskva per due stagioni: al termine della prima vince il primo trofeo della propria carriera, aggiudicandosi lo scudetto, mentre durante la seconda si aggiudica la Coppa di Russia. Nella stagione 2007-08 si trasferisce alla Volejbol'nyj klub Lokomotiv Novosibirsk, mentre nelle annate 2009-10 e 2010-11 torna a vestire la maglia del Volejbol'nyj klub Iskra Odincovo: al termine di questa esperienza viene nuovamente convocato in nazionale, aggiudicandosi la Coppa del Mondo.
Dopo una stagione col Volejbol'nyj klub Fakel, nel campionato 2012-13 gioca per il Volejbol'nyj klub Belogor'e, vincendo sia la Coppa di Russia che lo scudetto; durante l'estate del 2013 vince la medaglia d'oro alla World League ed al campionato europeo e quella d'argento alla Grand Champions Cup. Nell'annata 2013-14 cambia nuovamente squadra, ingaggiato dal Volejbol'nyj klub Kuzbass, ricevendo anche i gradi di capitano.

## Palmarès

### Club
- Campionato russo: 2

2005-06, 2012-13
- Coppa di Russia: 2

2006, 2012

### Nazionale (competizioni minori)
- Campionato mondiale juniores 1999
- European League 2005
- Memorial Hubert Wagner 2013